# سهل بن سعد ساعدی
سهل بن سعد ساعدی یا سهل بن ساعد انصاری (زاده ۹ یا ۵ قبل از هجرت - درگذشت ۸۸ یا ۹۱ هجری قمری مدینه) صحابه پیامبر اسلام و بنا به احتمال آخرین صحابه‌ای بود که از دنیا رفت. وی در هنگام در گذشت پیامبر اسلام ۱۵ سال داشت. و تا دوران سجاد را درک کرد. وی روایاتی از محمد و علی بن ابی‌طالب نقل کرده‌است. او همچنین کاروان اسرای کربلا رادر شام ملاقات کرد و به امام چهارم شیعیان یاری رساند.

وی از راویان واقعه غدیر و همچنین کربلا و رویدادهای پس از آن بشمار می‌رود. وی دربارهٔ ورود اسیران کربلا به شام نقل کرده‌است: 
من قصد رفتن به بیت المقدّس را داشتم. چون نزدیک شام رسیدم، دیدم مردم، شهر را آذین بسته و به جشن و سرور پرداخته‌اند. سؤال کردم: آیا برای شامیان عیدی هست که من اطلاع ندارم؟ پاسخ شنیدم: ای پیرمرد! از بیابان آمدی؟ گفتم: من سهل بن ساعدی هستم و رسول خدا را دیده‌ام. گفتند: عجب است که آسمان، خون نمی‌بارد و زمین، اهلش را فرو نمی‌برد! گفتم: مگر چه شده؟ گفتند: این، سر حسین است که از عراق هدیه آورده‌اند! جلوتر رفتم، پرچم‌هایی دیدم که در بین آنها سری بر نیزه است. او شبیه‌ترین افراد به پیامبر اسلام بود و پشت سر آن، بانوانی بر شترانی بی پوشش سوار بودند. نزدیک تر رفتم. از نخستین زن پرسیدم: کیستی؟ گفت: من سکینه، دختر حسینم. گفتم: من سهل ساعدی از اصحاب جدّت محمد هستم، اگر حاجتی داری برآورم! فرمود: به حامل سر بگو جلوتر رود تا مردم به تماشای آن بپردازند و چشمانشان به حرم پیامبر نیفتد! سهل می‌گوید: من نزد آن نیزه دار رفتم و مبلغی به او دادم و گفتم: سر را جلوتر از زنان ببر. و او پذیرفت. (نفس المهموم، ص ۲۰۵)